# Grădina Botanică din Basel
Grădina Botanică din Basel aparține de Universitatea din Basel. Ea este deschisă vizitatorilor. Flora grădinii botanice cuprinde xerophyte (cactaceae), plante ce aparțin de flora alpină, flora mediteraneană și flora caldă tropicală și ecuatorială. Printre atracțiile oferite de grădina botanică la sfârșitul lunii aprilie, la paști în 2011 este floarea uriașă a plantei tropicale Amorphophallus titanum ce aparține de familia Araceae.

## Istoric

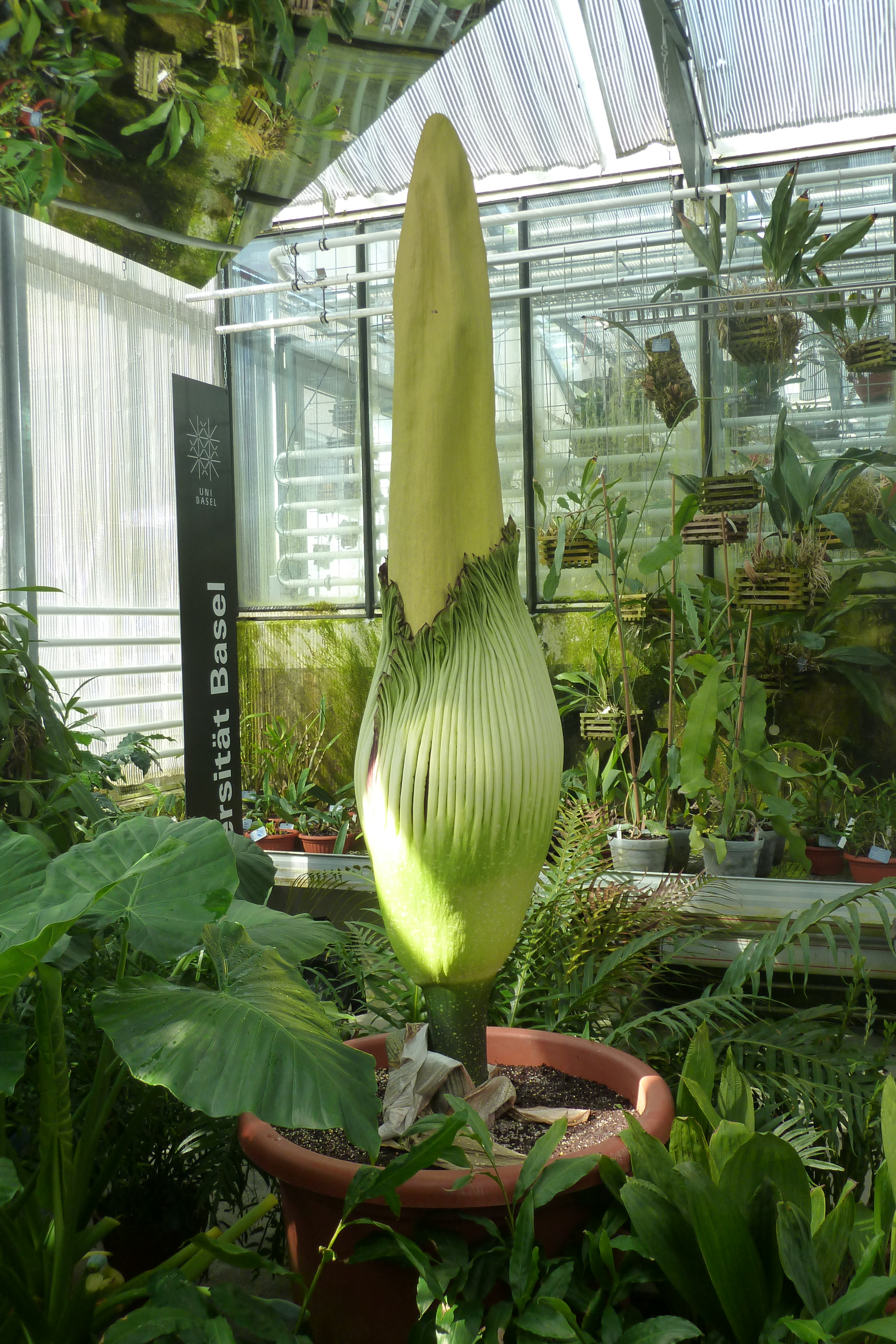
Amorphophallus titanum

Grădina botanică a luat ființă în anul 1589, pe atunci aparținea de Universitatea am Rheinsprung. Ea este cea mai veche grădină botanică din Elveția. Plantele au provenit din grădinile particulare ale medicilor și farmaciștilor din Basel, ele fiind destinate studiului și pentru obținerea de medicamente. După 1529, prin secularizarea averilor mănăstirilor, plantele medicinale din grădini și colecțiile din ierbarii din mănăstiri au fost aduse în grădina botanică. Pe la mijlocul secolului XVIII, în timpul profesorului Werner de Lachenal (1736–1800), pentru acoperirea cheltuielior, grădina botanică a fost deschisă vizitatorilor.

## Așezare
Grădina botanică și institutul și biblioteca universității din Basel, se află în apropiere de turnul Spalen care a fost odinioară poarta de intrare în orașul medieval Basel.